# Ваздушна пошта
Ваздушна пошта подразумева поштанске пошиљке транспортоване авионом. Доставља се знатно брже него копнена (обична) пошта и обично су трошкови већи. Ваздушна пошта може бити једина опција за слање поште до неких дестинација, као што су прекоморске дестинације, ако је пошиљка таква да не може да чека достављање бродом, што је у прошлости могло да траје недељама.

## Историјски развој
Иако су припитомљени и издресирани голубови дуго коришћени за слање порука, прво писмо пренесено ваздушним возилом послато је 7. јануара 1785. Летео је од Довера у Енглеској (Велика Британија) до Калеа у Француској. Током првог лета балоном у Северној Америци 1793. од Филаделфије до Дептфорда пренесено је писмо Џорџа Вашингтона представљајући прву ваздушну пошиљку у Северној Америци. Прва званична ваздушна пошиљка пренета је у Северној Америци 17. августа 1859. Балоном који је летео на траси од Лафајета у Индијани до Њујорка је управљао Џон Вајс. Године 1959. Америчка поштанска управа је издала марку поводом стогодишњице овог јубилеја. Балонима је слана пошта из Париза и Меца током Француско-пруског рата (1870) пошто су ови градови били под немачком опсадом.
Конструисање првих авиона 1903. године одмах је дало идеју да се они могу употребити за преношење поштанских пошиљака. Први званичан лет изведен је 1911. у Индији када је Хенри Пекет пренео 6.500 писама на даљину од 13 километара. Многе земље су до двадесетих година покренуле сервисе за преношење поште ваздухом.
Како је прикупљање поштанских марака постало веома популаран хоби постајало је све теже прикупити писма првог лета са одређених дестинација. Поштанске управе издају посебне марке и коверте за пренос ових пошиљака.
Цепелини су између 1920. и 1930. преносили поштанске пошиљке, а ова поштанска управа назива се цепелинска пошта. Овај вид транспорта поштанских пошиљака био је нарочито развијен у Немачкој. Многе земље су издале марке за франкирање оваквих пошиљака.
Педесетих година двадесетог века сходно ентузијазму у области развоја ракета експериментисало се са ракетном поштом. Постојао је један покушај реализовања ове идеје у Сједињеним Америчким Државама 1959. године. Ниједно решење није доживело комерцијално остварење. Бројни свемирски бродови су носили у свемир пошту, понекад у прилично великим количинама у промотивне сврхе. Проучавањем ових пошиљака бави се астрофилателија.

## Терминологија
Писмоносна пошиљка пренесена ваздушним путем зове се аерограм, авимписмо или једноставно писмо ваздушне поште. Ипак „аерограм“ може да означава специјалну врсту писма које је имало свој специфичан развој.
Да бисте послали писмо ваздушном поштом морате да користите посебне налепнице, коверте или марке. Прописи се разликују у разним државама.